# Lily Frost
Pour les articles homonymes, voir Frost.
Lily Frost est une chanteuse canadienne, auteur, compositrice et interprète, connue pour sa voix assimilée à celles d'Ella Fitzgerald ou Madeleine Peyroux.
Sa musique est un mélange de styles ambiance jazz, swing jazz, pop indépendante, mais aussi aux sons Lounge, ou encore la soul.